# (379) Huenna
(379) Huenna – dość duża planetoida z pasa głównego.

## Odkrycie
Planetoida została odkryta 8 stycznia 1894 roku w Observatoire de Nice w Nicei przez Auguste’a Charloisa. Jej nazwa pochodzi od łacińskiej nazwy szwedzkiej wyspy Hven, gdzie przez 21 lat pracował duński astronom Tycho Brahe. Przed jej nadaniem planetoida nosiła oznaczenie tymczasowe (379) 1894 AQ.

## Orbita
Orbita (379) Huenny nachylona jest do płaszczyzny ekliptyki pod kątem 1,66°. Na jeden obieg wokół Słońca ciało to potrzebuje 5 lat i 199 dni, krążąc w średniej odległości 3,13 j.a. od Słońca. Średnia prędkość orbitalna tej asteroidy to ok. 16,83 km/h.
(379) Huenna należy do rodziny planetoidy Themis.

## Właściwości fizyczne
Huenna ma średnicę ok. 92 km. Jej albedo wynosi 0,046, a jasność absolutna to 8,87m. Średnia temperatura na jej powierzchni sięga 159 K. Planetoida ta zalicza się do asteroid węglowych typu B.

## Księżyc asteroidy
14 sierpnia 2003 Jean-Luc Margot odkrył za pomocą teleskopu Keck II obecność małego księżyca Huenny o średnicy 7 km, orbitującego w odległości ok. 3400±11 km od tej planetoidy po orbicie o mimośrodzie 0,334±0,075. Okres obiegu tego satelity to 80,8±0,36 dnia. Na razie nosi on tymczasowe oznaczenie S/2003 (379) 1.